# Paecilaema festiva
Paecilaema festiva is een hooiwagen uit de familie Cosmetidae.